# Bosea yervamora

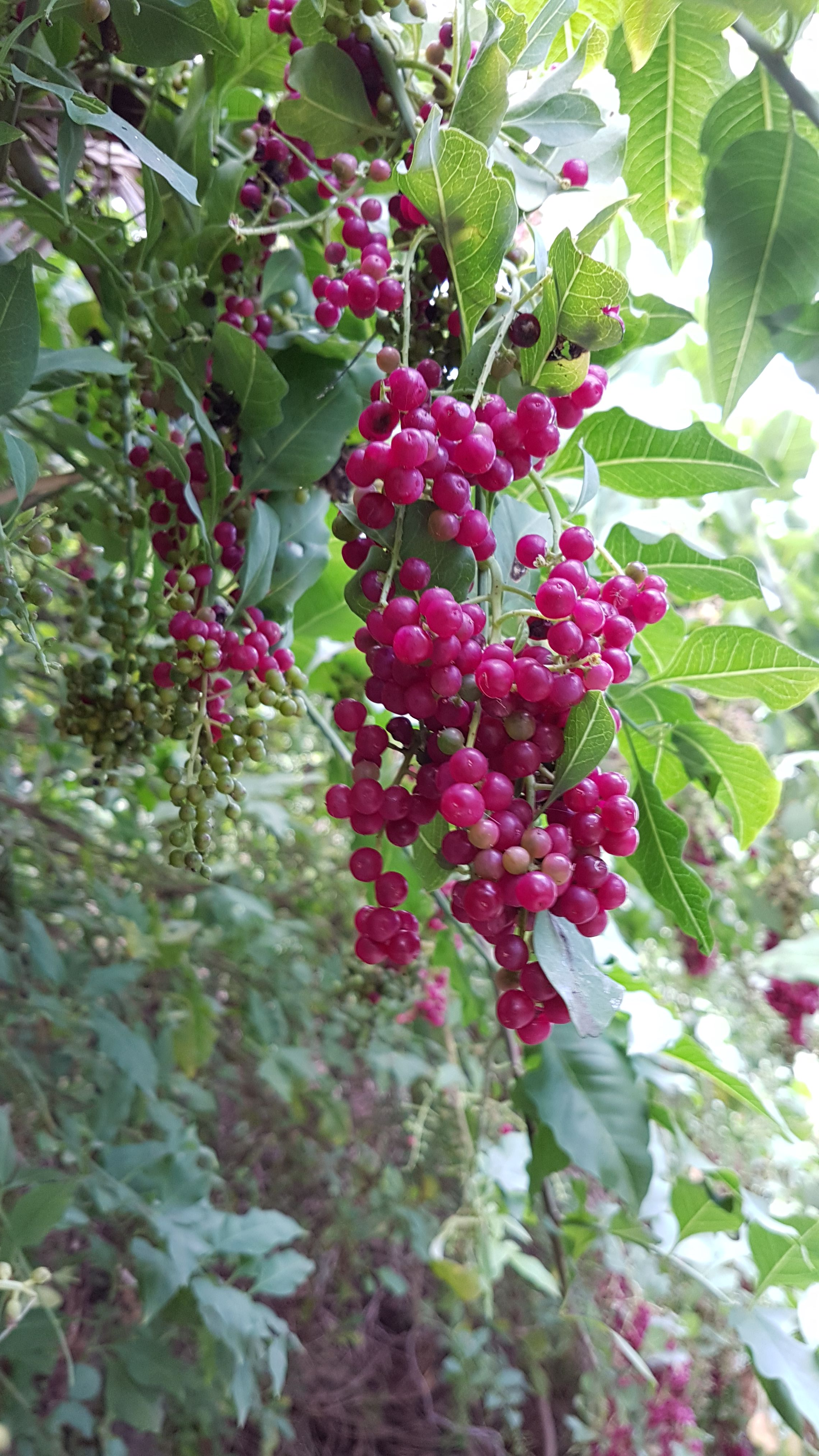
Fruits

Bosea yervamora és una espècie de planta de la família de les Amarantàcies que es distribueix per les Illes Canàries, concretament a Tenerife, Gran Canària, La Palma i La Gomera. És un arbust perenne que apareix a penya-segats i vessants com a planta penjant.